# Bazylika św. Kazimierza w Radomiu
Bazylika św. Kazimierza w Radomiu – kościół parafialny w Radomiu, położony na osiedlu Zamłynie przy ul. Głównej 16. Parafia wchodzi w skład dekanatu Radom-Zachód.

## Historia
Placówka duszpasterska powstała w 3 października 1981 roku i została poświęcona świętemu Kazimierzowi. Fundamenty kościoła zostały poświęcone 13 kwietnia 1982 roku przez bp. Edwarda Materskiego. Budowniczym kościoła i organizatorem parafii został ks. Adam Socha.
Parafia św. Kazimierza została erygowana przez bp. Edwarda Materskiego 1 lipca 1982 roku. 12 kwietnia 1986 roku rozpoczęto wykopy pod fundamenty. 6 września 1987 roku kardynał Henryk Gulbinowicz dokonał wmurowania aktu erekcyjnego i kamienia węgielnego z podziemi bazyliki św. Piotra z Watykanu i pobłogosławionego przez Jana Pawła II.
Uroczystej konsekracji dokonał kardynał Józef Glemp 18 września 1994 roku.
Na prośbę biskupa radomskiego Zygmunta Zimowskiego Jan Paweł II poprzez dekret Kongregacji ds. Kultu Bożego i Dyscypliny Sakramentów obdarzył kościół tytułem bazyliki mniejszej. Uroczyste ogłoszenie tytułu miało miejsce 21 września 2003 roku w obecności kardynała Henryka Gulbinowicza.